# Silvella (Pieve San Giacomo)
Silvella è una frazione del comune cremonese di Pieve San Giacomo posta a sudest del centro abitato.

## Storia
La località era un piccolo villaggio agricolo di antica origine del Contado di Cremona con 181 abitanti a metà Settecento.
In età napoleonica, dal 1810 al 1816, Silvella fu già frazione di Pieve San Giacomo, recuperando però l'autonomia con la costituzione del Regno Lombardo-Veneto.
All'unità d'Italia nel 1861, il comune contava 607 abitanti.
Nel 1868 il comune di Silvella venne definitivamente annesso dal comune di Pieve San Giacomo.